# Campionato europeo femminile di pallamano 1994
Il campionato europeo femminile di pallamano 1994 è stata la prima edizione del massimo torneo di pallamano per squadre nazionali femminili, organizzato dalla European Handball Federation (EHF). Il torneo si è disputato dal 14 al 25 settembre 1994 in Germania in sei impianti e le finali si sono disputate a Berlino. Vi hanno preso parte dodici rappresentative nazionali. Il torneo è stato vinto dalla Danimarca, che in finale ha sconfitto la Germania.

## Formato
Le dodici nazionali partecipanti sono state suddivise in due gironi da sei squadre ciascuno. Le prime due classificate accedono alla fase a eliminazione diretta. Le prime nove classificate sono qualificate al campionato mondiale 1995. La prima classificata è qualificata al torneo femminile dei Giochi della XXVI Olimpiade.

## Impianti
Il torneo è stato disputato in sei sedi in Germania.
| Bonn                                   | Berlino                                                 | Oberhausen                                              |
| -------------------------------------- | ------------------------------------------------------- | ------------------------------------------------------- |
| Hardtberghalle Capacità: 3 500         | Horst-Korber-Sportzentrum Capacità: 4 000               | Hans-Jansen-Halle                                       |
| Magdeburgo                             | Berlino Bonn Magdeburgo Oberhausen Oldenburg Waiblingen | Berlino Bonn Magdeburgo Oberhausen Oldenburg Waiblingen |
| Hermann-Gieseler-Halle Capacità: 2 000 | Berlino Bonn Magdeburgo Oberhausen Oldenburg Waiblingen | Berlino Bonn Magdeburgo Oberhausen Oldenburg Waiblingen |
| Oldenburg                              | Berlino Bonn Magdeburgo Oberhausen Oldenburg Waiblingen | Berlino Bonn Magdeburgo Oberhausen Oldenburg Waiblingen |
| Weser-Ems-Hallen Capacità: 3 000       | Berlino Bonn Magdeburgo Oberhausen Oldenburg Waiblingen | Berlino Bonn Magdeburgo Oberhausen Oldenburg Waiblingen |
| Waiblingen                             | Berlino Bonn Magdeburgo Oberhausen Oldenburg Waiblingen | Berlino Bonn Magdeburgo Oberhausen Oldenburg Waiblingen |
| Rundsporthalle Capacità: 763           | Berlino Bonn Magdeburgo Oberhausen Oldenburg Waiblingen | Berlino Bonn Magdeburgo Oberhausen Oldenburg Waiblingen |

## Qualificazioni
Le qualificazioni al campionato europeo si sono sviluppate su due fasi. Alla prima fase le 28 squadre nazionali partecipanti sono state divise in sette gironi da quattro squadre ciascuno. Le squadre prime classificate e la migliore seconda si qualificavano direttamente alla fase finale, mentre le restanti squadre disputano spareggi per i piazzamenti. Le altre sei seconde accedevano alla seconda fase dove si sono affrontate in partite di andata e ritorno per definire le restanti tre squadre ammesse alla fase finale.

## Squadre partecipanti
| Pr. | Squadra    | Qualificata come                         |
| --- | ---------- | ---------------------------------------- |
| 1   | Germania   | Nazione organizzatrice della fase finale |
| 2   | Ucraina    | Vincente girone 1 di qualificazione      |
| 3   | Russia     | Vincente girone 2 di qualificazione      |
| 4   | Austria    | Vincente girone 3 di qualificazione      |
| 5   | Romania    | Vincente girone 4 di qualificazione      |
| 6   | Norvegia   | Vincente girone 5 di qualificazione      |
| 7   | Croazia    | Vincente girone 6 di qualificazione      |
| 8   | Rep. Ceca  | Vincente girone 7 di qualificazione      |
| 9   | Slovacchia | Seconda girone 3 di qualificazione       |
| 10  | Danimarca  | Vincente play-off                        |
| 11  | Svezia     | Vincente play-off                        |
| 12  | Ungheria   | Vincente play-off                        |

## Turno preliminare

### Girone A

#### Classifica finale
| Pos. | Squadra   | Pt | G | V | N | P | GF  | GS  | DR  |
| ---- | --------- | -- | - | - | - | - | --- | --- | --- |
| 1.   | Danimarca | 10 | 5 | 5 | 0 | 0 | 130 | 100 | +30 |
| 2.   | Norvegia  | 6  | 5 | 3 | 0 | 2 | 92  | 89  | +3  |
| 3.   | Croazia   | 6  | 5 | 3 | 0 | 2 | 88  | 92  | -4  |
| 4.   | Svezia    | 4  | 5 | 2 | 0 | 3 | 110 | 125 | -15 |
| 5.   | Austria   | 2  | 5 | 1 | 0 | 4 | 94  | 98  | -4  |
| 6.   | Ucraina   | 2  | 5 | 1 | 0 | 4 | 96  | 106 | -10 |

#### Risultati
| Waiblingen 17 settembre 1994, ore 15:00 CEST | Norvegia | 25 – 23 (12-11) referto | Svezia | Rundsporthalle |

| Waiblingen 17 settembre 1994, ore 17:00 CEST | Danimarca | 26 – 20 (13-8) referto | Croazia | Rundsporthalle |

| Waiblingen 17 settembre 1994, ore 19:00 CEST | Norvegia | 25 – 23 (16-10) referto | Svezia | Rundsporthalle |

| Waiblingen 18 settembre 1994, ore 14:00 CEST | Croazia | 14 – 13 (8-8) referto | Austria | Rundsporthalle |

| Waiblingen 18 settembre 1994, ore 16:00 CEST | Svezia | 20 – 32 (8-17) referto | Danimarca | Rundsporthalle |

| Waiblingen 18 settembre 1994, ore 18:00 CEST | Ucraina | 16 – 19 (7-8) referto | Norvegia | Rundsporthalle |

| Waiblingen 19 settembre 1994, ore 14:00 CEST | Svezia | 24 – 23 (18-14) referto | Ucraina | Rundsporthalle |

| Waiblingen 19 settembre 1994, ore 18:00 CEST | Norvegia | 15 – 16 (10-10) referto | Croazia | Rundsporthalle |

| Waiblingen 19 settembre 1994, ore 20:00 CEST | Danimarca | 28 – 21 (15-12) referto | Austria | Rundsporthalle |

| Bonn 21 settembre 1994, ore 14:00 CEST | Croazia | 20 – 17 (9-9) referto | Svezia | Hardtberghalle |

| Bonn 21 settembre 1994, ore 18:00 CEST | Austria | 11 – 14 (6-8) referto | Norvegia | Hardtberghalle |

| Bonn 21 settembre 1994, ore 20:00 CEST | Danimarca | 21 – 20 (9-14) referto | Ucraina | Hardtberghalle |

| Bonn 22 settembre 1994, ore 16:00 CEST | Ucraina | 21 – 18 (9-10) referto | Croazia | Hardtberghalle |

| Bonn 22 settembre 1994, ore 18:00 CEST | Austria | 25 – 26 (14-15) referto | Svezia | Hardtberghalle |

| Bonn 22 settembre 1994, ore 20:15 CEST | Norvegia | 19 – 23 (8-10) referto | Danimarca | Hardtberghalle |

### Girone B

#### Classifica finale
| Pos. | Squadra    | Pt | G | V | N | P | GF  | GS  | DR  |
| ---- | ---------- | -- | - | - | - | - | --- | --- | --- |
| 1.   | Germania   | 8  | 5 | 4 | 0 | 1 | 107 | 98  | +9  |
| 2.   | Ungheria   | 7  | 5 | 3 | 1 | 1 | 116 | 107 | +9  |
| 3.   | Russia     | 6  | 5 | 3 | 0 | 2 | 117 | 89  | +28 |
| 4.   | Rep. Ceca  | 4  | 5 | 2 | 0 | 3 | 98  | 87  | 0   |
| 5.   | Romania    | 4  | 5 | 2 | 0 | 3 | 88  | 98  | -10 |
| 6.   | Slovacchia | 1  | 5 | 0 | 1 | 4 | 82  | 118 | -36 |

#### Risultati
| Oldenburg 17 settembre 1994, ore 15:00 CEST | Germania | 23 – 21 (10-8) referto | Russia | Weser-Ems-Hallen |

| Oldenburg 17 settembre 1994, ore 17:00 CEST | Romania | 22 – 16 (13-8) referto | Slovacchia | Weser-Ems-Hallen |

| Oldenburg 17 settembre 1994, ore 19:00 CEST | Ungheria | 25 – 19 (13-9) referto | Rep. Ceca | Weser-Ems-Hallen |

| Oldenburg 18 settembre 1994, ore 14:00 CEST | Rep. Ceca | 21 – 2 (11-12) referto | Germania | Weser-Ems-Hallen |

| Oldenburg 18 settembre 1994, ore 16:00 CEST | Russia | 21 – 14 (12-7) referto | Romania | Weser-Ems-Hallen |

| Oldenburg 18 settembre 1994, ore 18:00 CEST | Slovacchia | 23 – 23 (17-9) referto | Ungheria | Weser-Ems-Hallen |

| Oldenburg 19 settembre 1994, ore 14:00 CEST | Romania | 16 – 24 (6-13) referto | Ungheria | Weser-Ems-Hallen |

| Oldenburg 19 settembre 1994, ore 17:30 CEST | Germania | 20 – 13 (10-8) referto | Slovacchia | Weser-Ems-Hallen |

| Oldenburg 19 settembre 1994, ore 19:30 CEST | Russia | 17 – 19 (8-8) referto | Rep. Ceca | Weser-Ems-Hallen |

| Magdeburgo 21 settembre 1994, ore 14:00 CEST | Slovacchia | 14 – 31 (8-16) referto | Russia | Hermann-Gieseler-Halle |

| Magdeburgo 21 settembre 1994, ore 18:00 CEST | Romania | 18 – 17 (10-8) referto | Rep. Ceca | Hermann-Gieseler-Halle |

| Magdeburgo 21 settembre 1994, ore 20:15 CEST | Ungheria | 25 – 22 (12-8) referto | Germania | Hermann-Gieseler-Halle |

| Magdeburgo 22 settembre 1994, ore 16:00 CEST | Rep. Ceca | 22 – 16 (11-6) referto | Slovacchia | Hermann-Gieseler-Halle |

| Magdeburgo 22 settembre 1994, ore 18:00 CEST | Ungheria | 19 – 27 (11-14) referto | Russia | Hermann-Gieseler-Halle |

| Magdeburgo 22 settembre 1994, ore 20:15 CEST | Germania | 20 – 18 (13-9) referto | Romania | Hermann-Gieseler-Halle |

## Fase a eliminazione diretta

### Tabellone
|  | Semifinali | Semifinali | Semifinali |          |           | Finale          | Finale          | Finale          |  |
|  |            |            |            |          |           |                 |                 |                 |  |
|  | Danimarca  | Danimarca  | 29         |          |           |                 |                 |                 |  |
|  | Danimarca  | Danimarca  | 29         |          |           |                 |                 |                 |  |
|  | Ungheria   | Ungheria   | 28         |          |           |                 |                 |                 |  |
|  | Ungheria   | Ungheria   | 28         |          | Danimarca | Danimarca       | 27              |                 |  |
|  |            |            |            |          | Danimarca | Danimarca       | 27              |                 |  |
|  |            |            | Germania   | Germania | 23        |                 |                 |                 |  |
|  | Germania   | Germania   | Germania   | Germania | 23        | 22              |                 |                 |  |
|  | Germania   | Germania   |            |          |           | 22              |                 |                 |  |
|  | Norvegia   | Norvegia   | 18         |          |           | Finale 3º posto | Finale 3º posto | Finale 3º posto |  |
|  | Norvegia   | Norvegia   | 18         |          |           |                 |                 |                 |  |
|  |            |            |            |          |           |                 |                 |                 |  |
|  |            |            |            |          |           | Ungheria        | Ungheria        | 19              |  |
|  |            |            |            |          |           | Ungheria        | Ungheria        | 19              |  |
|  |            |            |            |          |           | Norvegia        | Norvegia        | 24              |  |

### Semifinali
| Berlino 24 settembre 1994, ore 15:00 CEST | Danimarca | 29 – 28 (d.t.s.) (13-15; 26-26) referto | Ungheria | Horst-Korber-Sportzentrum (3 700 spett.) |

| Berlino 24 settembre 1994, ore 17:00 CEST | Germania | 22 – 18 (12-9) referto | Norvegia | Horst-Korber-Sportzentrum (4 000 spett.) |

### Finale 11º posto
| Oberhausen 24 settembre 1994, ore 11:00 CEST | Ucraina | 30 – 29 (d.t.s.) (12-11; 22-22; 27-27) referto | Slovacchia | Hans-Jansen-Halle (350 spett.) |

### Finale 9º posto
| Oberhausen 24 settembre 1994, ore 12:30 CEST | Austria | 26 – 24 (14-8) referto | Romania | Hans-Jansen-Halle (500 spett.) |

### Finale 7º posto
| Oberhausen 24 settembre 1994, ore 15:00 CEST | Svezia | 24 – 20 (12-10) referto | Rep. Ceca | Hans-Jansen-Halle (500 spett.) |

### Finale 5º posto
| Oberhausen 24 settembre 1994, ore 16:30 CEST | Croazia | 27 – 26 (12-12) referto | Russia | Hans-Jansen-Halle (700 spett.) |

### Finale 3º posto
| Berlino 25 settembre 1994, ore 15:00 CEST | Ungheria | 19 – 24 (6-10) referto | Norvegia | Horst-Korber-Sportzentrum (4 000 spett.) |

### Finale
| Berlino 25 settembre 1994, ore 17:00 CEST | Danimarca | 27 – 23 (14-13) referto | Germania | Horst-Korber-Sportzentrum (4 000 spett.) |

## Classifica finale
| Pos.    | Nazione    |
| ------- | ---------- |
| Oro     | Danimarca  |
| Argento | Germania   |
| Bronzo  | Norvegia   |
| 4       | Ungheria   |
| 5       | Croazia    |
| 6       | Russia     |
| 7       | Svezia     |
| 8       | Rep. Ceca  |
| 9       | Austria    |
| 10      | Romania    |
| 11      | Ucraina    |
| 12      | Slovacchia |

- La Germania è qualificata ai Giochi della XXVI Olimpiade perché la Danimarca si qualificò in qualità di vincitrice del campionato mondiale 1995.
- L'Austria e l'Ungheria erano qualificate al campionato mondiale 1995 in qualità di Paesi organizzatori, la Germania vi era qualificata in qualità di vincitrice del campionato mondiale 1993, di conseguenza tutte le altre nazionali si qualificarono al campionato mondiale 1995.

## Statistiche

### Classifica marcatrici
Fonte:.
| Pos. | Nome             | Nazionale | Reti | Tiri 7m |
| ---- | ---------------- | --------- | ---- | ------- |
| 1    | Ágnes Farkas     | Ungheria  | 48   | 17      |
| 2    | Steluţa Lazar    | Romania   | 47   | 22      |
| 3    | Bianca Urbanke   | Germania  | 45   | 22      |
| 4    | Raisa Verakso    | Russia    | 40   | 5       |
| 5    | Anja Andersen    | Danimarca | 39   | 3       |
| 6    | Åsa Eriksson     | Svezia    | 37   | 18      |
| 7    | Erzsébet Kocsis  | Ungheria  | 34   | 1       |
| 8    | Camilla Andersen | Danimarca | 34   | 11      |
| 9    | Helga Németh     | Ungheria  | 31   | 0       |
| 10   | Tonje Sagstuen   | Norvegia  | 31   | 6       |

## Premi individuali
Migliori 7 giocatrici del torneo.
| Ruolo            | Giocatrice       |
| ---------------- | ---------------- |
| Portiere         | Cecilie Leganger |
| Ala sinistra     | Silke Fittinger  |
| Terzino sinistro | Ágnes Farkas     |
| Centrale         | Camilla Andersen |
| Terzino destro   | Bianca Urbanke   |
| Ala destra       | Janne Kolling    |
| Pivot            | Erzsébet Kocsis  |